# Solució sòlida
Una solució sòlida és una solució en estat sòlid d'un o més soluts en un solvent. Aquesta mescla és considerada una solució en lloc d'un compost sempre que l'estructura cristal·lina del dissolvent romangui sense canvis en ser substituïts els seus àtoms pels àtoms dels soluts i a més la mescla romangui homogènia.
El solut pot incorporar-s'hi dins de l'estructura cristal·lina del dissolvent bé mitjançant substitució, reemplaçant cada partícula del dissolvent per una partícula del solut, o bé de forma intersticial, encaixant-s'hi cada partícula de solut dins de l'espai que hi ha entre partícules del dissolvent. Ambdós tipus de solució sòlida afecten les propietats del material, ja que distorsionen, encara que sigui una mica, l'estructura cristal·lina i perquè pertorben l'homogeneïtat física i elèctrica del material dissolvent.

## Condicions de formació
Algunes mescles constituiran fàcilment solucions sòlides en un determinat rang de concentracions, mentre que d'altres mescles no constituiran mai solucions sòlides. La propensió de dues substàncies en formar una solució sòlida és un assumpte complicat que dependrà de les propietats químiques, cristal·logràfiques i quàntiques dels materials en qüestió. Per regla general, es poden formar solucions sòlides sempre que solvent i solut tinguin:
- Semblant radi atòmic (menys del 15% de diferència, per tenir solubilitat total): com més similars siguin, menor distorsió de xarxa i, per tant, major solubilitat.
- Igual estructura cristal·lina.
- Semblant electronegativitat: els metalls han de tenir poca afinitat electroquímica per formar solució sòlida. En cas de tenir gran afinitat electroquímica es perd el caràcter metàl·lic i es reforça el caràcter iònic o covalent en l'aliatge.
- Semblant valència: si el solut aporta més electrons al núvol electrònic que el dissolvent se n'afavoreix la solubilitat.

## Mineralogia
En els minerals que apareixen de manera natural a les roques és molt freqüent l'existència de solucions sòlides, de forma que la substitució d'uns àtoms per d'altres en l'estructura cristal·lina produeix diferents varietats del mateix mineral o fins i tot són considerats minerals diferents quan les propietats en canvien molt.
Un exemple important d'això el constitueix la sèrie de solució sòlida contínua de les plagioclases, on la composició varia entre l'extrem sòdic de l'albita (NaAlSi₃O₈) fins a l'extrem càlcic d'anortita (CaAl₂Si₂O₈).

## Aplicació industrial

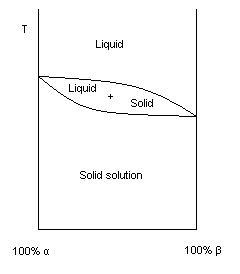
Diagrama de fases mostrant solucions sòlides en tot el rang de concentracions relatives

El diagrama de fases de la figura mostra un aliatge de dos metalls que formen una solució sòlida a totes les concentracions relatives de les dues espècies. En aquest cas, la fase pura d'ambdós és d'idèntica estructura cristal·lina, i les propietats similars als dos elements permet substitucions parcials en tota l'àmplia gamma de concentracions relatives dels dos metalls.
Les solucions sòlides tenen importants aplicacions comercials i industrials, tals com l'obtenció de mescles que poden tenir propietats superiors als dels materials purs. Molts aliatges de metalls són solucions sòlides. Àdhuc petites quantitats de solut poden afectar les propietats físiques i elèctriques del solvent.